# مایکل پرخورست
مایکل فینالِی پرخورست (انگلیسی: Michael Finlay Parkhurst؛ زادهٔ ۲۴ ژانویهٔ ۱۹۸۴) بازیکن فوتبال اهل ایالات متحده آمریکا است.
وی همچنین در تیم ملی فوتبال ایالات متحده آمریکا بازی کرده‌است.